# Поколение X

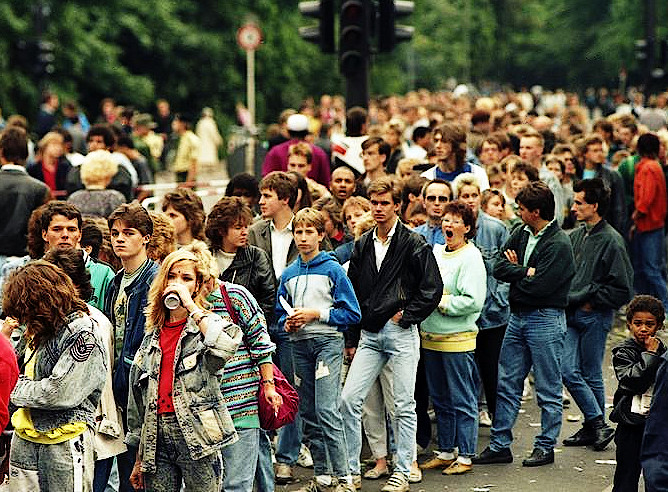
Июнь 1988 г., Берлин, молодые люди ждут, когда их пригласят на концерт Майкла Джексона.

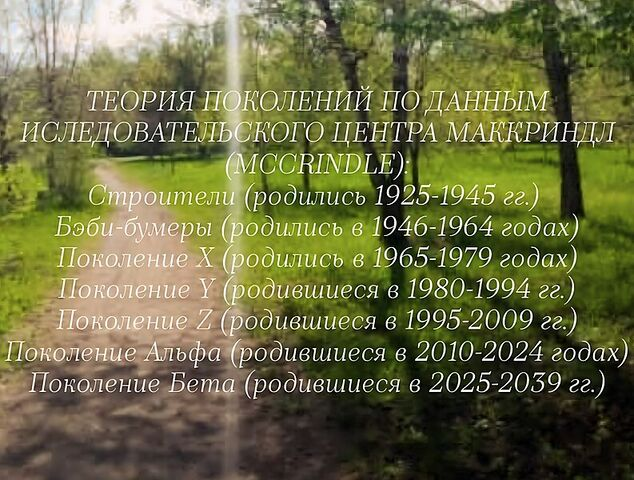
Описание одной из трактовок теории поколений по данным Маккриндл (McCrindle Research)

Поколе́ние X — термин, применяемый к поколению людей, родившихся примерно с 1964 по 1980 год, по другим источникам — с 1965 по 1979 год. Понятие используется в демографии, общественных науках, маркетинге, общественной культуре. Как и для других поколений, нередки сдвиги границ периода рождений, устанавливаемого для поколения X, в пределах плюс-минус нескольких лет, с учётом местных реалий.

Схема поколений Западного мира. Розовым цветом отмечено поколение X

Поколению X предшествует поколение бэби-бумеров. К пограничному поколению BabyBoomer-X относят людей 1960—1964 годов рождения. Детей поколения X традиционно относят к поколению Y, реже к поколению Z.

## История термина

### Происхождение
В США Поколением X обычно называют поколение людей, родившихся в период спада рождаемости, который наступил после демографического взрыва.
В Великобритании термин был впервые использован Джейн Деверсон в 1964 году в работе по исследованию британской молодёжи. Женский журнал Womans own попросил Деверсон провести серию интервью с подростками. Исследование выявило поколение подростков, которые «спят друг с другом до свадьбы, не верят в Бога, не любят королеву и не уважают родителей, не меняют фамилию, когда выходят замуж». Журнал отказался опубликовать результаты проведённой работы, так как редакция посчитала это новое явление не соответствующим интересам издания. Для того чтобы спасти своё исследование, Деверсон стала сотрудничать с голливудским корреспондентом Чарльзом Хамблеттом с целью издания книги. Хамблетт решил назвать её Поколение X.

### Популяризация
Будучи использованным Деверсон и Хамблеттом, термин получил своё дальнейшее распространение в книге канадского писателя Дугласа Коупленда «Поколение X» (англ. Generation X: Tales for an Accelerated Culture), описывающей страх и тревогу людей, родившихся с 1960 по 1965 гг., которые не чувствовали связи с культурными идолами поколения демографического взрыва.
Коупленд позаимствовал букву X из книги Пола Фасселла «Класс», где термин «Категория X» применялся скорее к слою американской социальной иерархии, нежели к поколению. Впервые о Поколении X Коупленд написал  в сентябре 1987 года (журнал «Ванкувер», «Поколение Х», сс. 164—169, 194), это стало предтечей романа и предшествовало термину «двадцати-с-лишним-летние».

## Общая характеристика поколения X в мире
Согласно исследованию Ipsos в сер. 2020-х годов, определилось самым несчастным.

### Личностные особенности
В 1991 году в книге Поколения Вильяма Страусса и Нила Хоу представителей поколения X назвали «Поколение 13». Авторы определяли годы рождения этого поколения с 1965 по 1982 год, основываясь на изучении пиков и спадов в культурных течениях, считая это более показательным, нежели уровень рождаемости. Штраусс и Хоу выделяют различные воздействия, которые сформировали Поколение 13:
- недовольство властью, недостаток доверия руководству, особенно институционному;
- огромная политическая индифферентность;
- рост количества разводов;
- рост количества женщин-матерей на производственных местах;
- нулевой прирост населения;
- доступность противозачаточных средств;
- рост количества разногласий в образовательной системе;
- сокращение финансирования системы образования и труднодоступность студенческих ссуд;
- изменения в карьерных перспективах предъявляют повышенные академические требования и требования к интеллектуальным способностям;
- проблемы окружающей среды;
- создание Интернета;
- завершение холодной войны.

### «Свидетели эры до-интернета»
Поколение X в самый разгар своей социальной жизни попало в ситуацию, когда технологии начали меняться многократно на глазах, вызывая взрыв социальных трансформаций. Именно это поколение знает жизнь вне эры интернета. Они могут сравнить и понять преимущества и недостатки информационных технологий и темпа их изменений. «Больше никогда в истории не будет такого поколения».

## Общая характеристика поколения X в России
С точки зрения теории поколений, «формирующими» событиями поколения X в России явились продолжавшаяся холодная война со странами Запада, война в Афганистане, перестройка, падение Берлинской стены, доступ к наркотикам, появление персональных компьютеров. Главная ценность — возможность выбора. Представители этого поколения достаточно самостоятельны, самодостаточны и прагматичны.
Поколение X в России и странах бывшего СССР встретило грандиозные политические и экономические потрясения, связанные с распадом страны, в довольно молодом возрасте, что повлияло на дальнейшую судьбу.
Старшая половина поколения находилась на момент социального излома в начале самостоятельного жизненного пути. Большинству пришлось столкнуться с серьёзнейшей проблемой профессионального и личного становления, так как это становление (период окончания образовательных учреждений или первых трудовых лет) пришлось на самый конец 1980-х или лихие 90-е, когда в условиях краха предприятий, инфраструктуры, НИИ в постсоветских странах было трудно приобрести навыки на рабочих местах. Поэтому представители данной возрастной когорты оказались в профессиональном плане в менее выгодном положении по сравнению и с более старшими, и с более младшими коллегами. То же самое относится к семейному строительству и отражается падением рождаемости в 1990-х: родителями, по социальным причинам, не смогли своевременно стать многие россияне, сами родившиеся с начала-середины 1960-х по начало 1970-х годов.
В 2018 году правительство России объявило о постепенном повышении пенсионного возраста в стране — для мужчин (женщин) планка поднимется от 60 до 65 (от 55 до 60) лет. Первыми в полной мере это затронет мужчин (женщин) 1963 (1968) года рождения, то есть старшая половина поколения X должна будет принять на себя основной удар пенсионной реформы.
Младшая половина рассматриваемого поколения оказалась в иной ситуации: проблемы рубежа 1980-х — 1990-х отняли у этих людей часть детства и юность. Вопрос о трудовой деятельности для них ещё не стоял, но они уже прекрасно понимали, в каком положении оказались родители (многие — фактически выброшенными на обочину жизни). Плюсом было то, что, вступая на самостоятельный путь, представители этой генерации исходили из новых реалий и новых «правил игры», без иллюзий.